# Gunther Mele
 (mars 2024).
Pour les articles homonymes, voir Mele (homonymie).
Gunther Mele Ltd. est un fabricant et fournisseur canadien d'emballages de vente au détail. Le siège social de l'entreprise est situé à Brantford, en Ontario. Gunther Mele est une société privée qui exerce des activités aux États-Unis, en Chine et au Canada.

## Histoire
Gunther Mele a été fondée en 1857 par deux frères immigrés allemands et s'appelait à l'origine E&A Gunther Company. L'énoncé de mission de l'entreprise était alors « Tout pour le bijoutier, sauf les bijoux » ("Everything for the Jeweler except Jewelry"). Ils ont fourni des emballages de bijoux, du matériel pour montres et des outils d'atelier aux bijoutiers et horlogers indépendants, aux chaînes de bijouteries et aux départements de bijouterie des grands magasins.

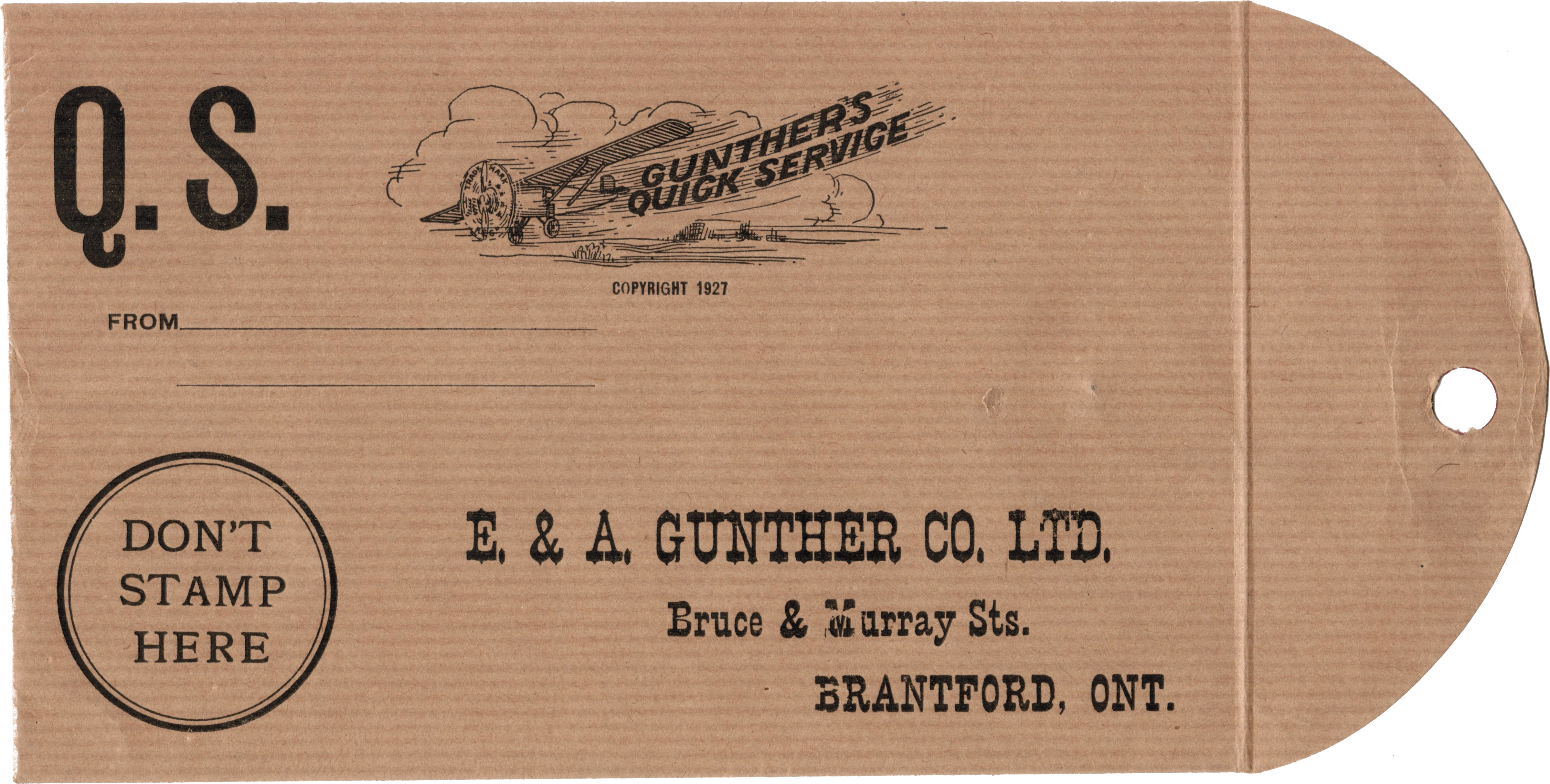
Enveloppe de commande E.&A. Gunther Co. LTD. durant les années 30

En 1962, un arrière-petit-fils des fondateurs est victime d'un accident de voiture à la sortie d'un salon professionnel et décède. Sa veuve vend alors l'entreprise à Mele Manufacturing Company d'Utica, New York. En 1987, Douglas M. King, actuel propriétaire et PDG, a acheté Gunther Mele à Mele Manufacturing. Mele Manufacturing était un important fabricant d'étuis à bijoux qui possédait Farrington Packaging, qui fabriquait lui-même des étuis pour Cross Pen, Schick Shavers et de nombreuses entreprises de produits de consommation. Son fils, Darrell King, a rejoint l'entreprise en 1995 et en est aujourd'hui le président.

## Aperçu de l'entreprise
Au fil des années, l’entreprise est devenue l’un des plus importants fournisseurs d’emballages et de produits connexes en Amérique du Nord. L'entreprise emploie plus de 250 personnes dans deux installations, une usine de fabrication à Brantford, Ontario, Canada, de 108 000 pieds carrés (10 033,52832 m2), ainsi qu'une installation de 65 000 pieds carrés (6 038,6976 m2) à Buffalo, New York, États-Unis.
L'entreprise fabrique des boîtes en papier remplies de coton ainsi que des sacs en polyéthylène, des sacs en papier, des sacs réutilisables et une variété de rubans imprimés, de sceaux et d'accessoires d'emballage. Gunther Mele a été l'un des premiers à adopter des emballages respectueux de l'environnement, en octroyant une licence à la technologie oxo-biodégradable TDPA d'Epi-Global et en utilisant des fournisseurs de papier approuvés par FSC pour ses sacs à provisions. Les sacs réutilisables en tissu non tissé sont devenus une catégorie majeure pour Gunther Mele.
En plus des capacités de fabrication domestique, la société a plus de trente ans d'expérience de travail avec des fabricants en Asie et a établi des relations commerciales avec plusieurs fabricants étrangers. Gunther Mele possède également une société chinoise appelée KDI Limited, située à Hong Kong, qui agit en tant qu'agent d'approvisionnement, assure la liaison avec les usines en matière de qualité, de livraison et de méthodes de production ainsi que facilite les activités d'importation de l'entreprise.